# Radio 6FM
NH Gooi is de streekomroep voor het Gooi in samenwerking met NH Media. NH Gooi Radio is te horen in heel Gooi en Eemland op 92.0 FM. voor de gemeenten Huizen, Blaricum, Eemnes, Laren en Hilversum.
NH Gooi maakt programma's voor de inwoners van de BELH-gemeenten (Blaricum, Eemnes, Laren en Huizen). Sinds 2010 is de radiozender actief op televisie met een kabelkrant. 